# Коробков Федір Григорович
Федір Григорович Коробков (рос. Фёдор Григорьевич Коробков; 7 червня 1898, Спаськ — 24 квітня 1942, Севастополь) — радянський офіцер, Герой Радянського Союзу, в роки німецько-радянської війни заступник начальника Військово-повітряних сил Військово-Морського Флоту, генерал-майор авіації.

## Біографія
Народився 7 червня 1898 року в місті Спаську (нині Пензенської області). Росіянин. Закінчив міське училище.
Учасник Першої світової війни. У Червоній армії з 1918 року. Учасник Громадянської війни в Росії. Член ВКП(б) з 1925 року. Закінчив у 1921 році Вищу військову школу в Сибіру, в 1929 році курси «Постріл», в 1933 році — Качинську військову авіаційну школу пілотів. Після чого був направлений в місто Новочеркаськ на посаду начальника 23-ї ескадрильї, яка базувалася в Хотунці. У 1934 році з Хотунського аеродрому Ф. Г. Коробков на чолі ескадрильї відправився в Москву, де брав участь в Першотравневому параді.
У 1936—1937 роках, під псевдонімом «генерал Павлович», протягом дев'яти місяців брав участь у національно-революційній війні іспанського народу 1936—1939 років. Після повернення на Батьківщину, в 1938 році закінчив Вищу льотно-тактичну школу, а потім займав посаду заступника командувача авіацією Військово-Морського Флоту.
Постановою Ради Народних Комісарів Союзу РСР № 946 від 4 червня 1940 Коробкову Ф. Г. присвоєно військове звання «генерал-майор авіації».
Учасник німецько-радянської війни з червня 1941 року, командував ВПС Червонопрапорного Балтійського флоту, потім був заступником начальника управління ВПС ВМФ. Учасник оборони Севастополя.
| Надгробок |
| обеліск   |

24 квітня 1942 року при відвідуванні авіаційних майстерень на березі Круглої бухти, від роботи яких залежала бойова діяльність авіації, що захищала Севастополь, потрапив під бомбардування і загинув. Тоді ж загинули генерал-майор авіації М. О. Остряков, робітники майстерень. На місці їх загибелі встановлено пам'ятник. Похований в Севастополі на кладовищі Комунарів. Біля могили в 1946 році встановлений обеліск.

## Нагороди
Указом Президії Верховної Ради СРСР від 14 червня 1942 року за вміле керівництво морською авіацією, зразкове виконання бойових завдань командування на фронті боротьби з німецько-фашистськими загарбниками і проявлені при цьому мужність і героїзм генерал-майору Коробкову Федору Григоровичу посмертно присвоєно звання Героя Радянського Союзу.
Нагороджений двома орденами Леніна, двома орденами Червоного Прапора, орденом Трудового Червоного Прапора Узбецької РСР.

## Пам'ять
17 квітня 1951 року одна з вулиць Севастополя була названа ім'ям Героя. У листопаді 1986 року в Новочеркаську на будинку № 3 по вулиці Палацовій встановлена меморіальна дошка з написом: «Тут з 1933 по 1936 рік жив Герой Радянського Союзу Ф. Г. Коробков».